# Нижняя Колонжа
Нижняя Колонжа — река в России, протекает по Пудожскому району Карелии. Устье реки находится в Колонжозере, через которое протекает Илекса, в 6 км по правому берегу Илексы. Длина реки составляет 20 км, площадь водосборного бассейна — 90,6 км².
Протекает вдали от населённых пунктов.

## Данные водного реестра
По данным государственного водного реестра России относится к Балтийскому бассейновому округу, водохозяйственный участок реки — Водла, оз. Водлозеро, речной подбассейн реки — Свирь (включая реки бассейна Онежского озера). Относится к речному бассейну реки Нева (включая бассейны рек Онежского и Ладожского озера).
Код объекта в государственном водном реестре — 01040100312102000016501.